# McLaren M5A
McLaren M5A je McLarnov dirkalnik Formule 1, ki je bil v uporabi v sezonah 1967 in 1968, ko so z njim dirkali Bruce McLaren, Denis Hulme in Jo Bonnier. Dirkalnik ni bil konkurenčen za najvišja mesta, najboljšo uvrstitev je dosegel Denis Hulme s petim mestom na Veliki nagradi Južne Afrike v sezoni 1968, ob koncu sezone je McLaren zasedel deseto mesto v konstruktorskem prvenstvu s tremi točkami.

## Popolni rezultati Formule 1
(legenda) (odebeljene dirke pomenijo najboljši štartni položaj, poševne pa najhitrejši krog)
| Leto | Moštvo                     | Motor   | Gume | Dirkači        | 1   | 2   | 3   | 4   | 5   | 6   | 7   | 8   | 9   | 10  | 11  | 12  | Toč | Prv |
| ---- | -------------------------- | ------- | ---- | -------------- | --- | --- | --- | --- | --- | --- | --- | --- | --- | --- | --- | --- | --- | --- |
| 1967 | Bruce McLaren Motor Racing | BRM V12 | G    |                | JAR | MON | NIZ | BEL | FRA | VB  | NEM | KAN | ITA | ZDA | MEH |     | 3   | 10. |
| 1967 | Bruce McLaren Motor Racing | BRM V12 | G    | Bruce McLaren  |     |     |     |     |     |     |     | 7   | Ret | Ret | Ret |     | 3   | 10. |
| 1968 | Bruce McLaren Motor Racing | BRM V12 | G    |                | JAR | ŠPA | MON | BEL | NIZ | FRA | VB  | NEM | ITA | KAN | ZDA | MEH | 3   | 10. |
| 1968 | Bruce McLaren Motor Racing | BRM V12 | G    | Denny Hulme    | 5   |     |     |     |     |     |     |     |     |     |     |     | 3   | 10. |
| 1968 | Joakim Bonnier Racing Team | BRM V12 | G    | Joakim Bonnier |     |     | DNQ | Ret | 8   |     | Ret |     | 6   | Ret | Ret |     | 3   | 10. |